# Ralph Guggenheim
Ralph Guggenheim (New Rochelle, 6 giugno 1951) è un grafico e produttore cinematografico statunitense.
Vinse un Producers Guild of America Award nel 1995 per il suo contributo artistico in Toy Story - Il mondo dei giocattoli.

## Carriera
Ralph Guggenheim nacque a New Rochelle, New York, da Hanneleis Feibelmann, un'ebrea tedesca sopravvissuta all'Olocausto, e Jules Guggenheim, un uomo d'affari di origine svizzera. Eccelse nei suoi studi alla New Rochelle High School e ottenne l'ammissione alla Carnegie Mellon University, dove si interessò alla fotografia e lavorò per l'ateneo. Dopo essersi laureato in comunicazione, soggiornò a Pittsburgh e nel 1977 prese un Master in Informatica.  
Guggenheim lavorò poi per il Computer Graphics Lab del New York Institute of Technology. Fu presto contattato dalla Lucasfilm e si trasferì in California nel 1980. Durante la sua permanenza al laboratorio di ricerca e sviluppo dell'azienda di Lucas, sviluppò EditDroid, che si rivelò un rivoluzionario sistema di montaggio cinematografico. Quando la struttura venne venduta a Steve Jobs e ribattezzata Pixar, egli, da co-fondatore, continuò a lavorare nel mondo della grafica e dell'animazione, rivestendo il ruolo di vicepresidente della sezione Feature Animation e co-producendo Toy Story - Il mondo dei giocattoli insieme a Bonnie Arnold. Guggenheim lasciò lo studio nel 1997 dopo che la Disney costrinse a rimuoverlo come produttore dai crediti di Toy Story 2 - Woody e Buzz alla riscossa.
Dal suo tempo alla Pixar, Guggenheim fu anche dirigente presso Electronic Arts. Terminata quest'esperienza, fondò Alligator Planet LLC con altri tre partner, di cui è amministratore delegato.

## Filmografia

### Cinema
- Il sogno di Red (Red's Dream), regia di John Lasseter (1987)
- Tin Toy, regia di John Lasseter (1988)
- Knick Knack, regia di John Lasseter (1989)
- Toy Story - Il mondo dei giocattoli (Toy Story), regia di John Lasseter (1995)

### Televisione
- Lucy, the Daughter of the Devil, regia di Loren Bouchard (2005-2007)
- Casper - Scuola di paura (Casper's Scare School), regia di Eric Bastier (2006)